# Amblycheila
Amblycheila is een geslacht van kevers uit de familie van de loopkevers (Carabidae). De wetenschappelijke naam van het geslacht is voor het eerst geldig gepubliceerd in 1829 door Say.

## Soorten
Het geslacht Amblycheila omvat de volgende soorten:
- Amblycheila baroni Rivers, 1890
- Amblycheila cylindriformis (Say, 1823)
- Amblycheila halffteri Mateu, 1974
- Amblycheila hoversoni Gage, 1991
- Amblycheila nyx Sumlin, 1991
- Amblycheila picolominii Reiche, 1839
- Amblycheila schwarzi W.Horn, 1903